# St. Peter und Paul (Hodslavice)

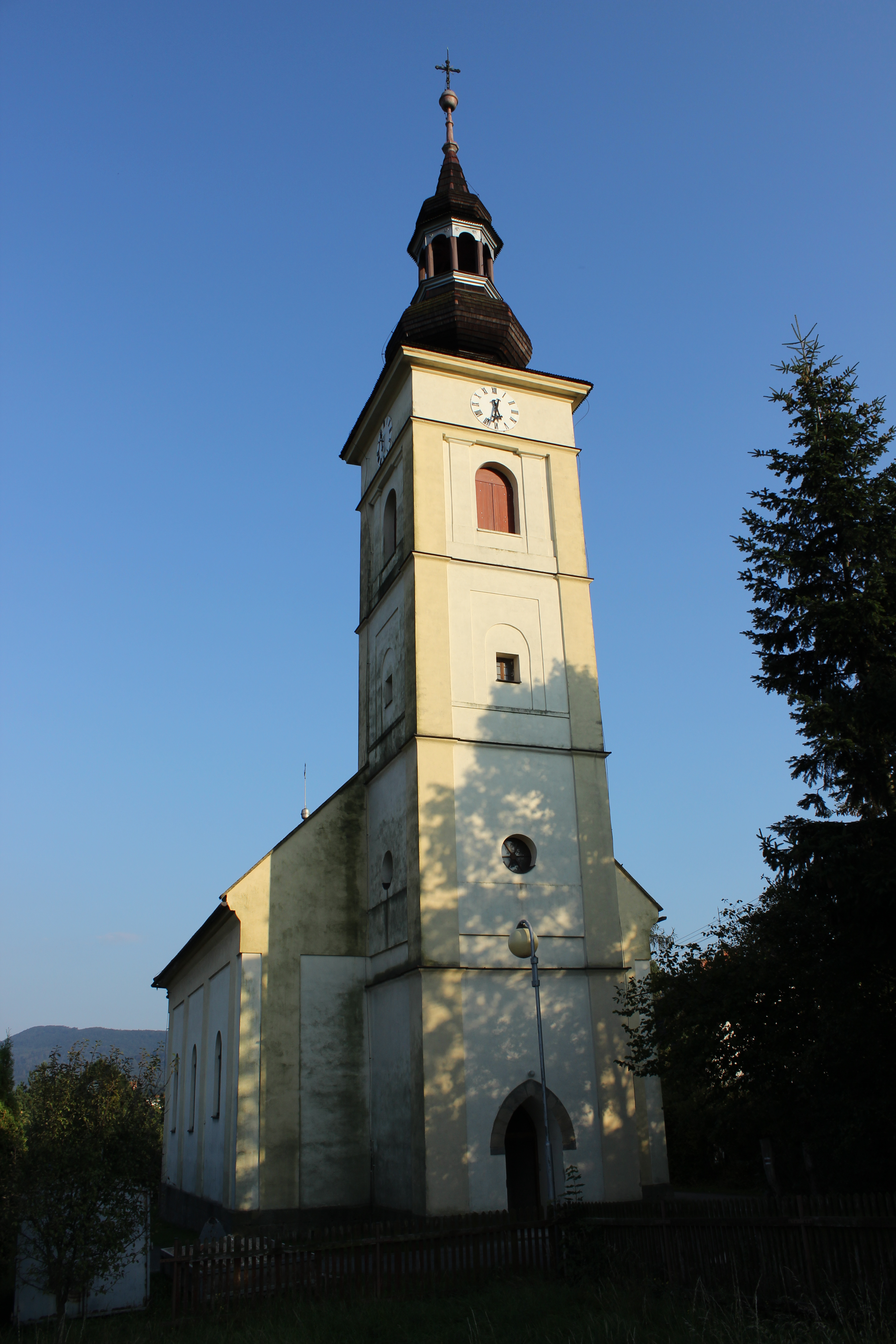
St. Peter und Paul in Hotzendorf

St. Peter und Paul ist die evangelische Kirche von Hodslavice (deutsch: Hotzendorf) im Okres Nový Jičín in Tschechien.
Nach Erlass des Toleranzpatents Josephs II. von 1781 hatte Hotzendorf zunächst ein aus Holz errichtetes Bethaus erhalten. Der heutige Kirchenbau entstand, trotz der wirtschaftlichen Belastungen während der napoleonischen Befreiungskriege ab 1813, die Grundsteinlegung erfolgte am Festtag der Kirchenheiligen Peter und Paul, dem 29. Juni dieses Jahres, die Weihe der in ihrem Außenbau durch Lisenen gegliederten einfachen Saalkirche mit polygonalen Presbyterium wurde sechs Jahre später 1819 vollzogen. Nachdem das Revolutionsjahr 1848/49 den evangelischen Gemeinden des Habsburgerreichs die rechtliche Gleichstellung erwirkt hatte, wurde 1850 der Bau eines bis dahin nicht zulässigen Kirchturms beschlossen, der 1852 als viergeschossiger, von einer Zwiebelhaube und einer offenen Laterne abgeschlossener Turmbau vollendet wurde.
1951–1952 fand mit der Übernahme der Kirche durch die Evangelische Kirche der Böhmischen Brüder eine weitgehende Umgestaltung des Kirchenraums und der liturgischen Ausstattung statt.